# Paolo Leardi
Paolo Leardi (* 1762 in Casale Monferrato; † 31. Dezember 1823 in Wien) war ein piemontesischer Geistlicher und päpstlicher Diplomat.

## Leben
Er empfing am 18. Juli 1784 die Priesterweihe und wurde von der Universität Bologna zum Doctor iuris utriusque promoviert. Danach wurde er Geheimer Kammerherr von Papst Pius VI. Paolo Leardi hielt am 28. September 1793 im Quirinalspalast die Leichenrede auf Ludwig XVI. in Gegenwart des Papstes, des Kardinals François-Joachim de Pierre de Bernis und der Tanten des hingerichteten Königs von Frankreich (les Mesdames). Am 9. November 1800 trat er als Päpstlicher Hausprälat in den Dienst der Kurie. Am 30. Oktober desselben Jahres wurde er Ponens der Sacra Consulta und kurz darauf deren Dekan, zudem war er Richter an den Gerichtshöfen der Apostolischen Signatur. Am 1. September 1815 wurde er Assessor der Kongregation für das Militärwesen.
Papst Pius VII. ernannte ihn am 23. September 1816 zum Titularerzbischof von Ephesus. Die Bischofsweihe spendete ihm am 12. Januar 1817 Kardinal Giuseppe Morozzo Della Rocca; Mitkonsekratoren waren die Kurienerzbischöfe Fabrizio Sceberras Testaferrata und Giovanni Francesco Compagnoni Marefoschi. Paolo Leardi wurde am 20. März 1816 Apostolischer Nuntius am kaiserlichen Hof in Wien, sein Akkreditierungsschreiben datiert vom 7. März 1817. Im März 1819 kehrte er noch einmal nach Rom zurück, um den Besuch des österreichischen Kaisers Franz I. vorzubereiten, der im April 1819 stattfand.

## Werke
- In funera Ludovici XVI. Rom 1793. Französische Übersetzung von Pierre d’Hesmivy d’Auribeau: Oraison funèbre de S.M. Louis XVI. Rom 1793.